# Paraphytoseius hilli
Paraphytoseius hilli är en spindeldjursart som beskrevs av John Stanley Beard och Thomas Walter 1996. Paraphytoseius hilli ingår i släktet Paraphytoseius och familjen Phytoseiidae. Inga underarter finns listade i Catalogue of Life.